# Caldecote (Huntingdonshire)
Caldecote – osada w Anglii, w hrabstwie Cambridgeshire, w dystrykcie Huntingdonshire. Leży 43 km na północny zachód od miasta Cambridge i 109 km na północ od Londynu.